# 足利大学附属高等学校
足利大学附属高等学校（あしかがだいがくふぞくこうとうがっこう）は、栃木県足利市福富町にある私立高等学校。

## 概要
足利大学（旧・足利工業大学）の附属学校である。略称は「足大附」・「足利大附」。足利仏教和合会によって1925年3月に創立された足利実践女学校を前身とする。学制改革により月見ヶ丘高等学校に改称され、1961年4月に男子部が設置された。その男子部が1968年4月に独立し、足利工業大学附属高等学校として開校した。
部活動では全国優勝実績のあるレスリング部のほかバレーボール部、テニス部、スキー部、弓道部などが全国大会に出場している。
入学1年次、6月には一泊二日の参禅『修養会』が実施される。寺院に宿泊し、禅堂内において一般修行者と同様、警策（きょうさく、けいさく）を伴う座禅や食事作法を通じ、情操教育を実践するなど精神修養に努めている。

## 設置学科
- 普通科
  - 特進コース
  - フロンティアコース
- 情報処理科（2年次から下記の各コースに分かれる）
  - 会計ビジネスコース
  - 情報システムコース
- 自動車科
- 工業科（1年次後半から下記の各学科に分かれる）
  - 建築科
  - 電気科
  - 機械科

## 沿革
- 1968年4月 - 月見ヶ丘高等学校男子部が足利工業大学附属高等学校として分離独立する。
- 2001年 - 新校舎「ミレニアム棟」完成。
- 2002年4月 - 初めて女子生徒が入学し、男女共学へ。ミレニアム棟に女子専用エリアも増設。
- 2018年4月 - 足利大学附属高等学校へ改称。

## 制服
- 男子：一般的によく見る金ボタンではなく、銀ボタン5個の黒学ラン（標準型学生服）、男子校時代から継続中。
- 女子：紺のブレザー、白ブラウスにストライプのネクタイ、リボン、チェック柄のスカート。
- 男女ともに通学バッグは指定

## 所在地
- 〒326-0331 栃木県足利市福富町2142
- 最寄駅は東武和泉駅

## 著名な卒業生
- 谷津嘉章（プロレスラー）
- 仮面シューター・スーパー・ライダー（プロレスラー）
- 三沢光晴（プロレスラー）
- 川田利明（プロレスラー）
- KAMIKAZE（プロレスラー）
- 福田雅一（プロレスラー）
- 清水アキラ（ものまねタレント）
- 山本博（お笑い芸人、ロバート）
- 金井修也（バレーボール選手）
- 河野裕輔（バレーボール選手）
- 五月女俊文（バレーボール選手）
- 吉田昌彦（バレーボール選手）
- 渡部修斗（総合格闘家）
- 宮内輝和（レスリング選手、大相撲力士）
- 羽川豊（プロゴルファー）

## 不祥事
- 同校の女性教諭が同僚の男性教諭より、2003年4月から11月頃までメールによるセクハラを受け、当時の校長や教頭ら上司に相談したが適切な対応が取られなかったとして、男性教諭や当時の管理職、学校法人など5者に対し計550万円の損害賠償を求めた。これについて宇都宮地方裁判所は男性教諭の行為をセクハラと認定し、学校側も注意義務を怠ったなどとして、総額504,000円の支払いを命じた[1]。
- 2008年4月から7月にかけ、男子バレーボール部員が下級生に対し『複数回に渡って数人を殴る』『寮の風呂場で熱湯をかけ、顔にやけどを負わせた』などの暴行を行ったとして、学校側より、2人が退学処分、2人が自宅謹慎処分となった[2][3]。
- 2010年4月、野球部の3年生の部員4人が1年生1人に対し『練習中の態度が悪かったので注意した』として、暴行を加えた行為があったことから、野球部は、同年の春季高校野球県大会への出場を辞退した[4]。
- 2017年11月、男子バレー部の部活動中、60代男性コーチが同部女子マネージャーと交際していた2年生男子部員を「体罰に該当する」として正座させ暴行を加え一週間程度の怪我を負わせる。生徒側から相談を受けた栃木県警は傷害容疑で捜査[5]。同校校長は会見にて「指導する立場である学校長として大変ご迷惑をおかけした。謝罪を申し上げたい」と述べた。
- 2018年5月、当時高校３年生の女子生徒が校舎内で飛び降り自殺[6]。